# パンテオン・ソルボンヌ大学
パンテオン・ソルボンヌ大学（フランス語: Université Panthéon-Sorbonne）は、フランス・パリの大学。旧パリ大学構成校。パリ第1大学（フランス語: Université Paris 1）とも。
正式名称はパリ第1パンテオン・ソルボンヌ大学（フランス語: Université Paris 1 Panthéon-Sorbonne）。

## 概要
パリ大学の構成校であり、世界最古の大学のひとつである。社会科学や人文科学の分野で高い評価を受けている大学である。学生数は約4万人と規模が大きい大学である。法学、政治学、歴史学、哲学、社会学、経済学、考古学、地理学、映画学などの学部や多数の付属研究機関がある。世界中から学生や研究者が集まる国際的な大学である。
大学本部はパリ中心部カルチェ・ラタンの5区のパンテオン広場やソルボンヌ通り界隈、ポール＝ロワイヤル大通り界隈、6区、13区界隈などに約25か所に校舎がある。また、エジプトやトルコにもキャンパスがある。
約50の研究施設を有し、その多くがフランス国立科学研究センターや国内外の関連機関と連携している。 

## 歴史
起源は12世紀前半であり、1968年の五月革命の結果、1970年に独立した大学群に編制された大学である。旧パリ大学神学部を発足させたソルボン司祭の意思を受け継ぐ伝統的な教育を行っている。

## 法学部
パリ第1大学における主要な法学教育および研究活動はソルボンヌ法学校（École de droit de la Sorbonne、パリ法学校、旧パリ大学法学部、パリ大学 (2019)の法学部などとは異なる）によって担われており、学士課程（リソンス）、修士課程（マスター）、法学修士（LLM）も含めた法律家・弁護士養成のための様々な教育プログラムが提供されている。欧州において、オックスフォード大学、ケンブリッジ大学、ウィーン大学、ハイデルベルク大学、パリ大学が法学の権威とされ、盛んに研究交流が行われており、世界中からフランス法を学びに多くの法学研究者が集まる。パリ高等師範学校やパリ政治学院、フランス国立行政学院と共同プログラムを実施している。国内外で非常に高い評価を受けており、修了生は各界で活躍している。
QS世界大学ランキングの科目別ランキングで法学は国内首位にランクされている他、法学修士号取得後の就職率は94％でフランス首位。国際法学科では、コロンビア大学、メルボルン大学などと連携して共同プログラムを提供している。比較法学科においては、コロンビア大学、コーネル大学、ライデン大学、キングス・カレッジ・ロンドン、カイロ大学、ケルン大学、マドリード・コンプルテンセ大学などとの共同学位制度がある。

## 評価
フランスの公立高等教育機関は、万人に平等な教育機会の精神のもとに発展しており、世界的な大学ランキングからは距離を置きながらも、イギリスのQS世界大学ランキングの総合評価では299位、科目別では、法学は世界25位、政治学は51位、考古学は18位、哲学は47位、経済学は51位、歴史学は46位、人類学は51位、地理学は35位、芸術学は101位、古典古代は20位(2019)など多くの学科がトップ100に入っている。